# 3144 Brosche
3144 Brosche è un asteroide della fascia principale. Scoperto nel 1931, presenta un'orbita caratterizzata da un semiasse maggiore pari a 2,2256733 UA e da un'eccentricità di 0,2096364, inclinata di 5,50711° rispetto all'eclittica.
L'asteroide è dedicato all'astronomo tedesco Peter Brosche, professore presso le Università di Heidelberg e Bonn.